# Bienaventurados (álbum)
Bienaventurados es el vigésimo disco LP del cantautor Joan Manuel Serrat cantado en lengua castellana, editado en 1987 por la compañía discográfica Ariola, con arreglos y dirección musical de Ricard Miralles. Todas las canciones compuestas por Joan Manuel Serrat, a excepción de Los fantasmas del Roxy, con letra conjunta del escritor Juan Marsé y de Serrat.

## Canciones que componen el disco
| Pista | Título                                  | Autor                         | Tiempo |
| ----- | --------------------------------------- | ----------------------------- | ------ |
| 1     | Bienaventurados                         | Joan Manuel Serrat            | 4:00   |
| 2     | La rana y el príncipe                   | Joan Manuel Serrat            | 4:33   |
| 3     | Los fantasmas del Roxy                  | Joan Manuel Serrat Juan Marsé | 5:00   |
| 4     | Llegar a viejo                          | Joan Manuel Serrat            | 5:36   |
| 5     | Receta para un filtro de amor infalible | Joan Manuel Serrat            | 4:52   |
| 6     | Detrás, está la gente                   | Joan Manuel Serrat            | 3:59   |
| 7     | Lecciones de urbanidad                  | Joan Manuel Serrat            | 2:58   |
| 8     | Especialmente en abril                  | Joan Manuel Serrat            | 4:19   |
| 9     | No me importa                           | Joan Manuel Serrat            | 3:14   |

## Sencillos
| Año  | Sencillo               |
| 1987 | Los fantasmas del Roxy |
| 1987 | Detrás, está la gente  |